# Синагогальный ковчег
Синагога́льный ковче́г (свяще́нный ковче́г, арон кодеш ивр. ארון קדש‎, арон ха-кодеш ארון הקדש‎) — специальное хранилище для свитков Торы.
В синагогах, появление которых относится ко времени разрушения Первого Храма (586 год до н. э.), была создана символическая замена Ковчегу Завета.
Первоначально подобное хранилище было либо в виде ниши, либо в виде переносного шкафа, который помещали в такую нишу. В Мишне и Талмуде шкаф для свитков Торы называется тева (תבה‎), а ниша, в которую он помещался — хейхал («чертог»).
Существует многовековая традиция изготовления и украшения ковчега:
- На ранних изображениях такого ковчега[7] отчётливо видны внутренние отделения, в каждом из которых хранится в горизонтальном положении свиток.
- В XII веке, по-видимому, уже существовали синагогальные ковчеги, имевшие форму шкафа, в которых свитки Торы помещались вертикально, как в наше время. На миниатюрах рукописей XIV—XV веков испанского, итальянского и немецкого происхождения появляются изображения подобного 2-ярусного шкафа, в верхнем ярусе которого хранились свитки, в нижнем — ритуальная утварь.
- В Средние века ковчеги завершались готическими шпилями[8].
- Образцом оформления в стиле эпохи Ренессанса может служить 2-ярусный с росписью ковчег из Урбино (1550).
- В XVII веке в голландских синагогах на верхней части ковчега стали помещать изображение Скрижалей Завета, на которых высечены 2 первых слова каждой из Десяти заповедей.
- В XVII веке в Голландии и Германии начала XVIII века все ковчеги изготовлялись в барочном стиле с колоннами, пилястрами, фронтонами и вазами[9]. Оттуда этот стиль вскоре проник и в Восточную Европу. Где на ковчеге изображались львы, птицы, дельфины, орлы и олени.
- Ковчеги в мавританском стиле (купола, разноцветный геометрический орнамент) сооружались с середины XIX века[10].

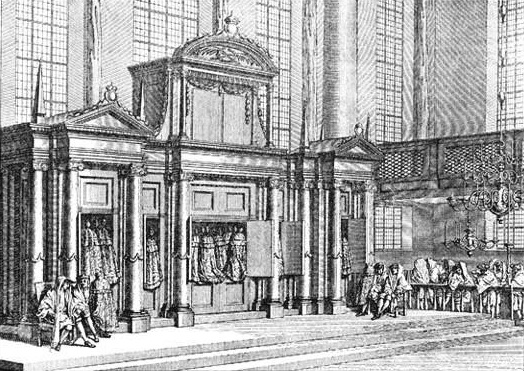
Ковчег в синагоге Амстердама
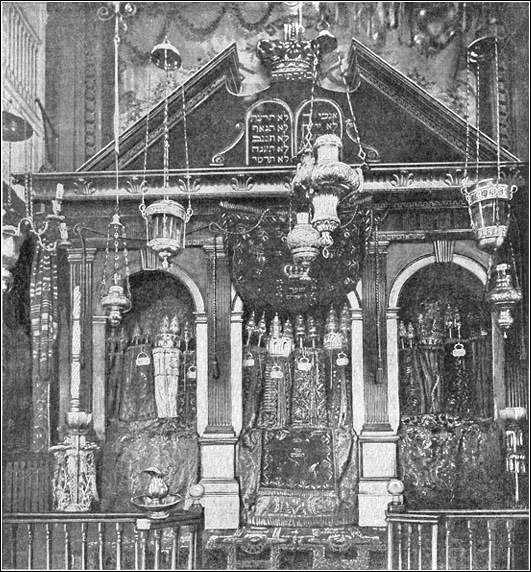
Ковчег в хоральной синагоге Гибралтара
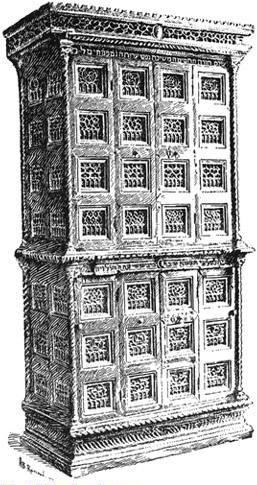
Ковчег, изготовленный в Италии, Модена, 1505

Несмотря на различия в декоративном стиле, все ковчеги имеют общие элементы:
- искусно вышитая золотыми, серебряными и шёлковыми нитями по бархату или шёлку завеса парохет (פָרֹכֶת‎), которая символизирует парохет Святая святых Храма;
- нер тамид (נֵר תַּמִיד‎ — «постоянный светильник»), в память о храмовой меноре, которая должна была гореть всю ночь возле парохет и также называлась нер тамид;
- сами свитки Торы, которые также богато украшаются;
- часто по бокам стоят колонны, называемые Яхин и Боаз, которые напоминают о колоннах при входе в святилище Храма Соломона;
- в некоторых случаях над парохет помещают полосу из материи, которая должна напоминать крышку Ковчега Завета — капорет.

К классическим мотивам арки Ковчега относятся также корона, скрижали, пара ревущих львов — символ колена Иегуды и власти Всевышнего, Маген Давид, Менора, а также Древо жизни.
Арон ха-кодеш в синагогах диаспоры всегда обращён к Земле Израиля, в Израиле — к Иерусалиму, а в самом Иерусалиме — к Храмовой горе. В большинстве современных еврейских общин, находящихся к западу от Земли Израиля, Ковчег стоит у восточной стены синагоги. Место у Ковчега и с ним вся восточная сторона (мизрах) считаются в синагогах самыми почётными. У ковчега молится кантор, перед ковчегом выступает с речами и раввин.
В старину евреи верили, что арон ха-кодеш обладает чудодейственными свойствами. Иногда женщины произносили молитвы о здоровье детей или заболевших родственников, держась за завесу арон ха-кодеша. Распространён также обычай, вне общинных служб раскрыв дверцы ковчега и положив голову между свитками Торы молиться (об исцелении тяжелобольного, избавлении от угрожающей опасности). И в наши дни молитвы, имеющие особо важное значение, произносятся общиной перед раскрытым ковчегом, который символизирует открытые небесные врата. Когда дверцы ковчега — открыты, молящиеся обычно стоят. Открытие и закрытие ковчега считается важным обрядом. Вынос Торы сопровождается чтением библейских стихов «И было, когда Ковчег продвигался…» (Чис. 10:35).

…когда на земле открывают шкаф со священными свитками, открываются также и врата милосердия на небесах, поэтому в этот момент произносят молитву о благополучии.
— Сидур «Врата Молитвы» (Шаарей Тфила), стр. 621

## Галерея

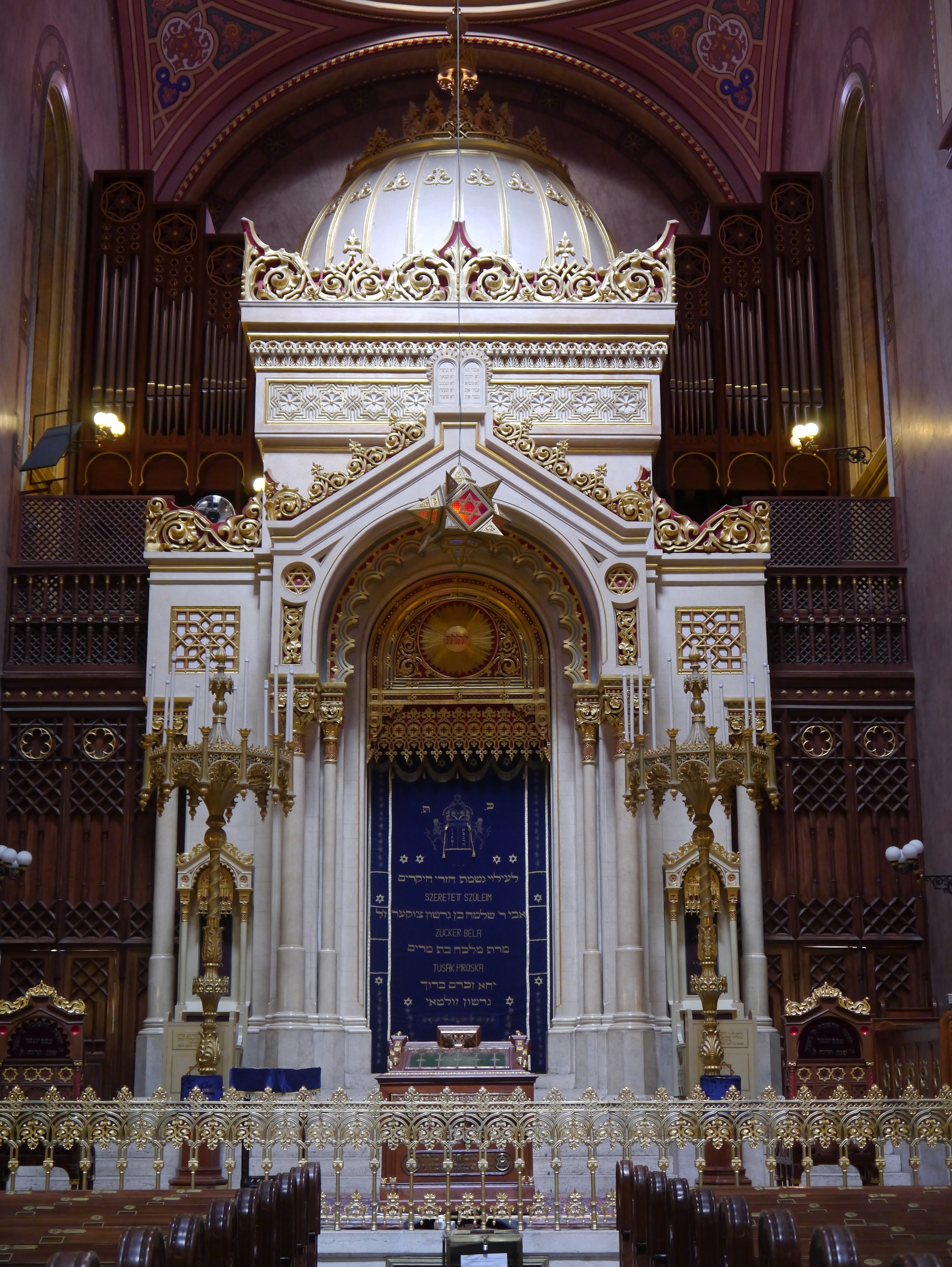
Ковчег синагоги на улице Дохань, построенной в 1854 году
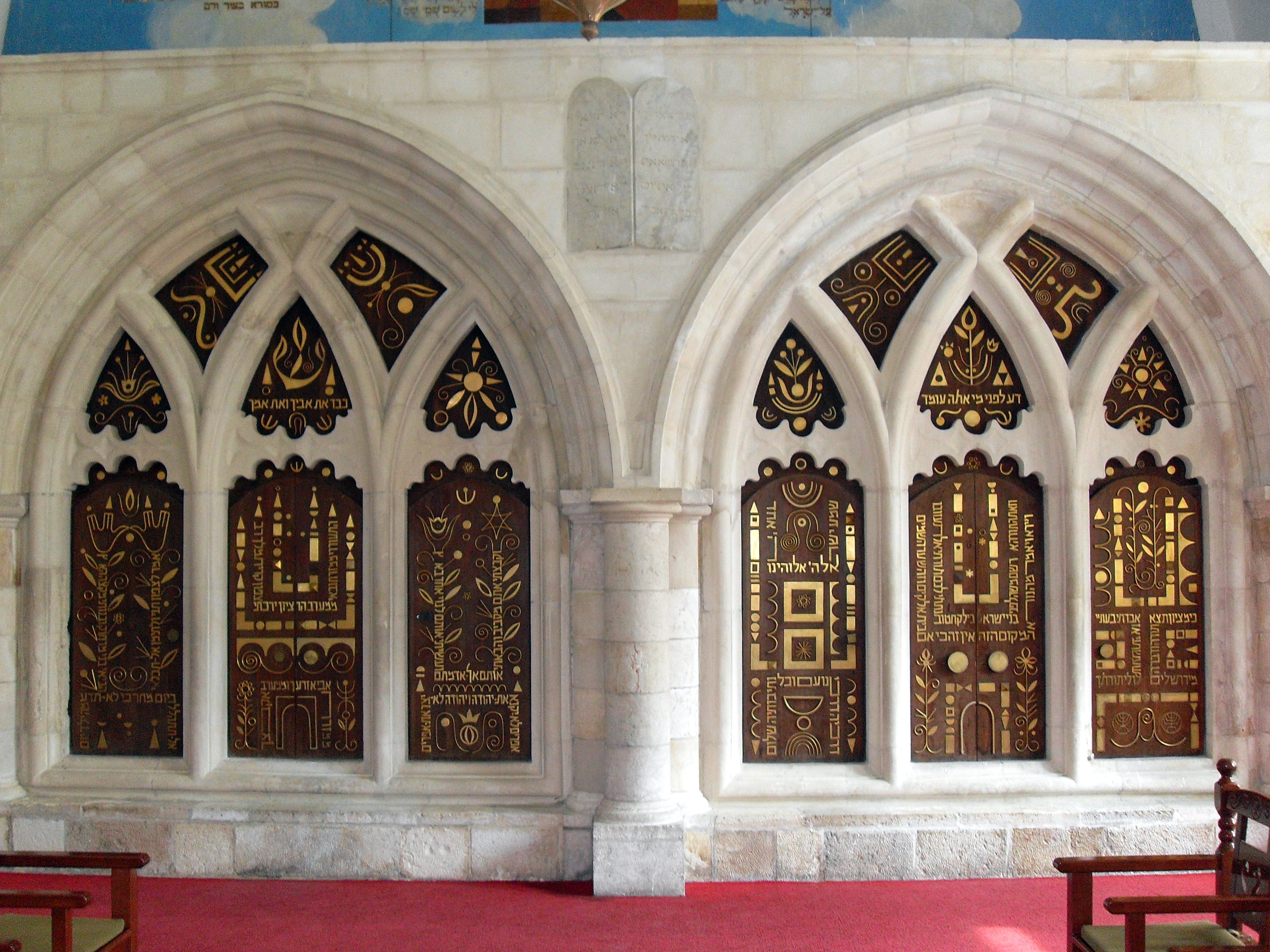
Ковчеги в синагоге Йоханан бен Закай в Старом Иерусалиме. Здание изначально было построено в XVII веке
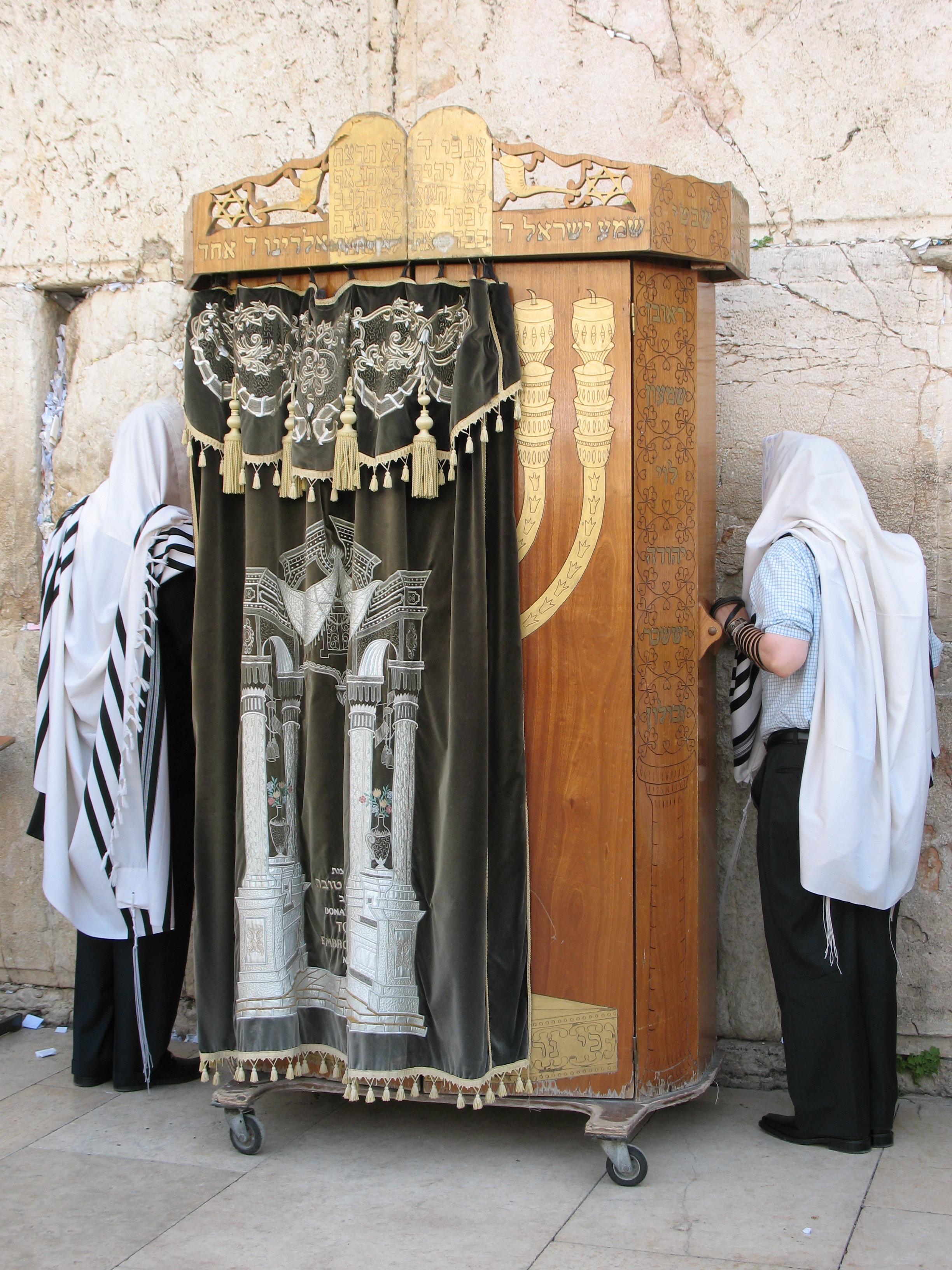
Мобильный ковчег у Стены Плача в Иерусалиме
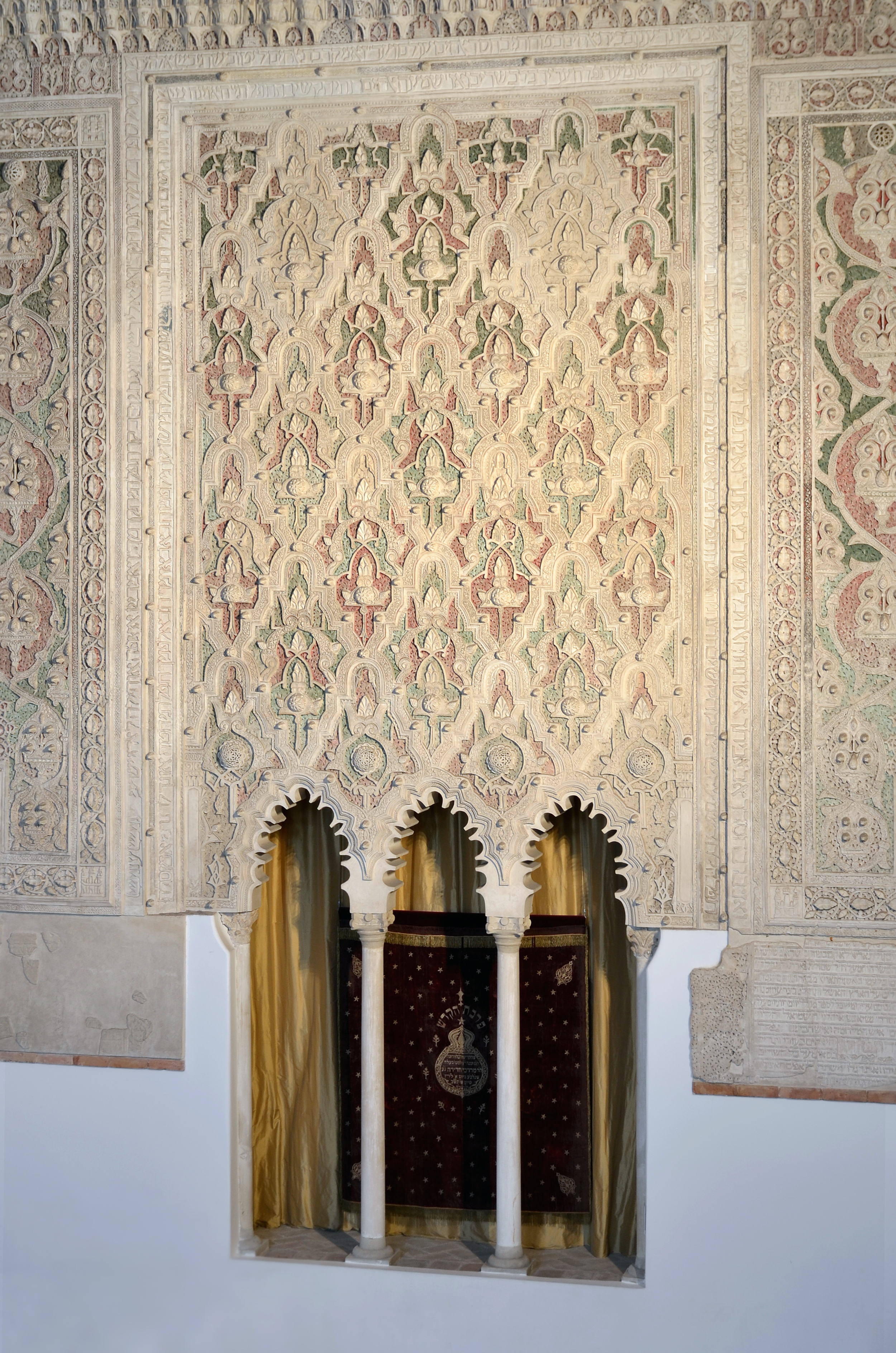
Ковчег сефардской синагоги дель Трансито XIV века в Толедо, Испания
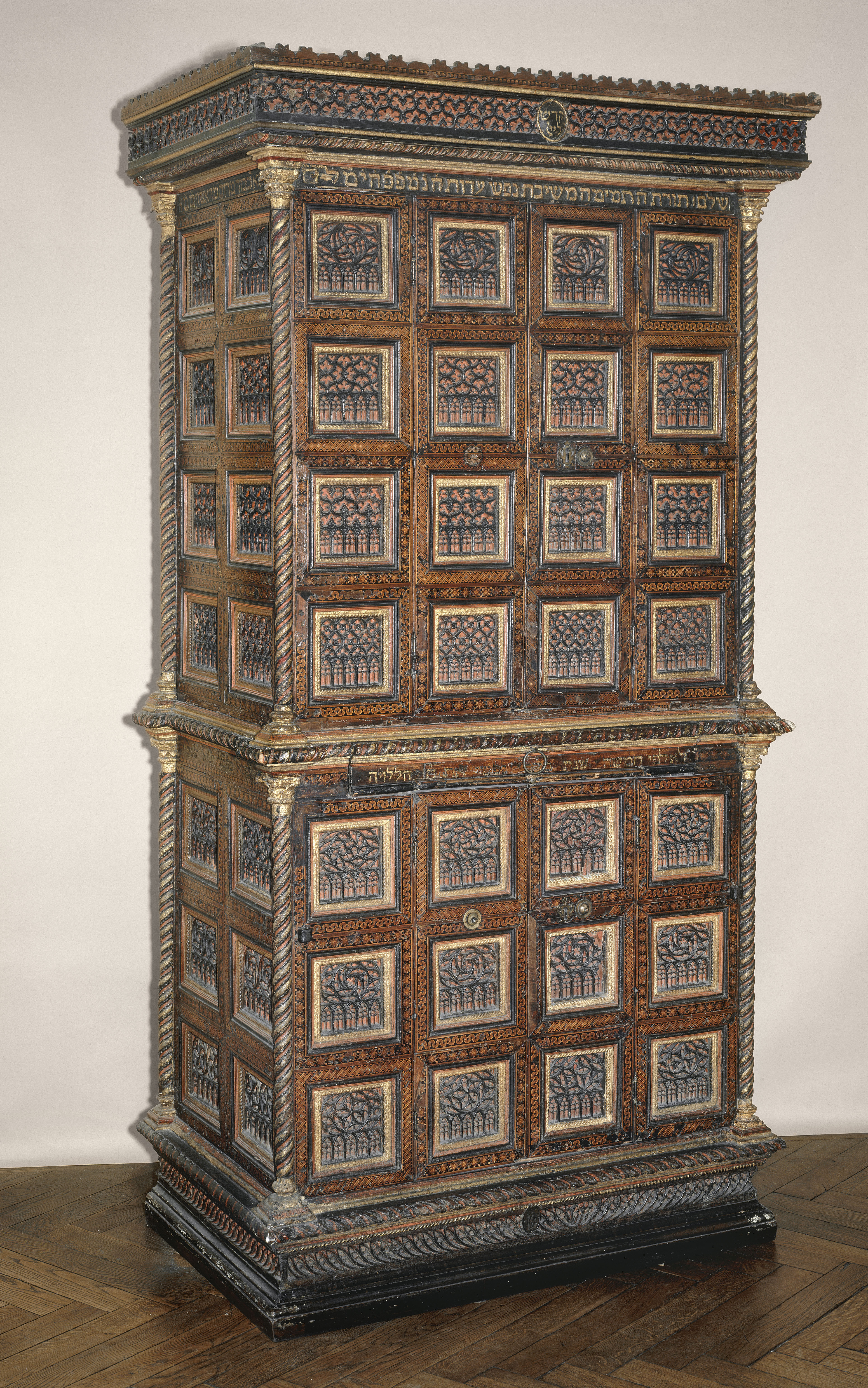
Автономный ковчег, сделанный в Модене, Италия, в 1472 году
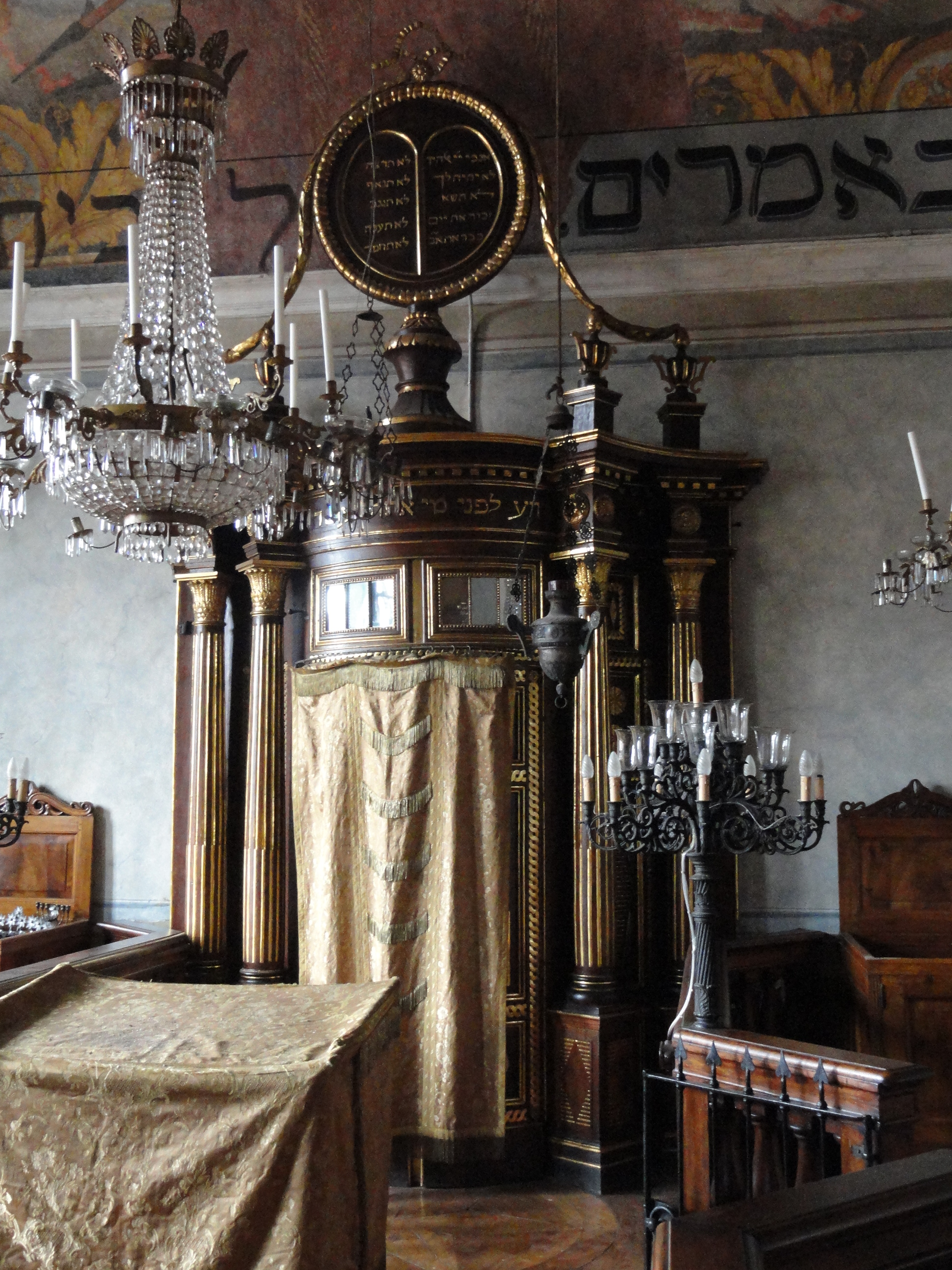
Ковчег в синагоге XVII века в Салуццо, Италия
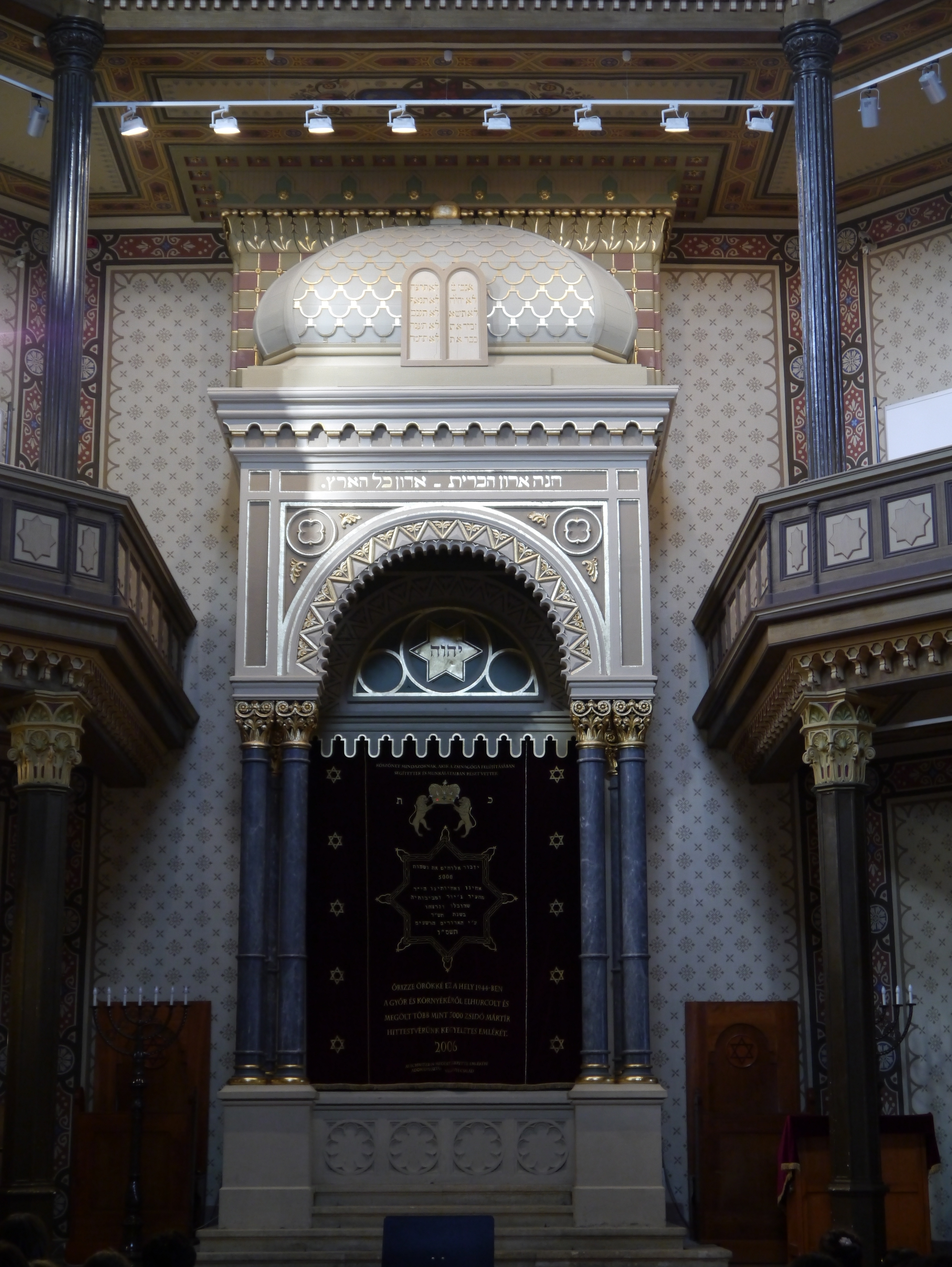
Ковчег в синагоге 1870 года в Дьёре, Венгрия
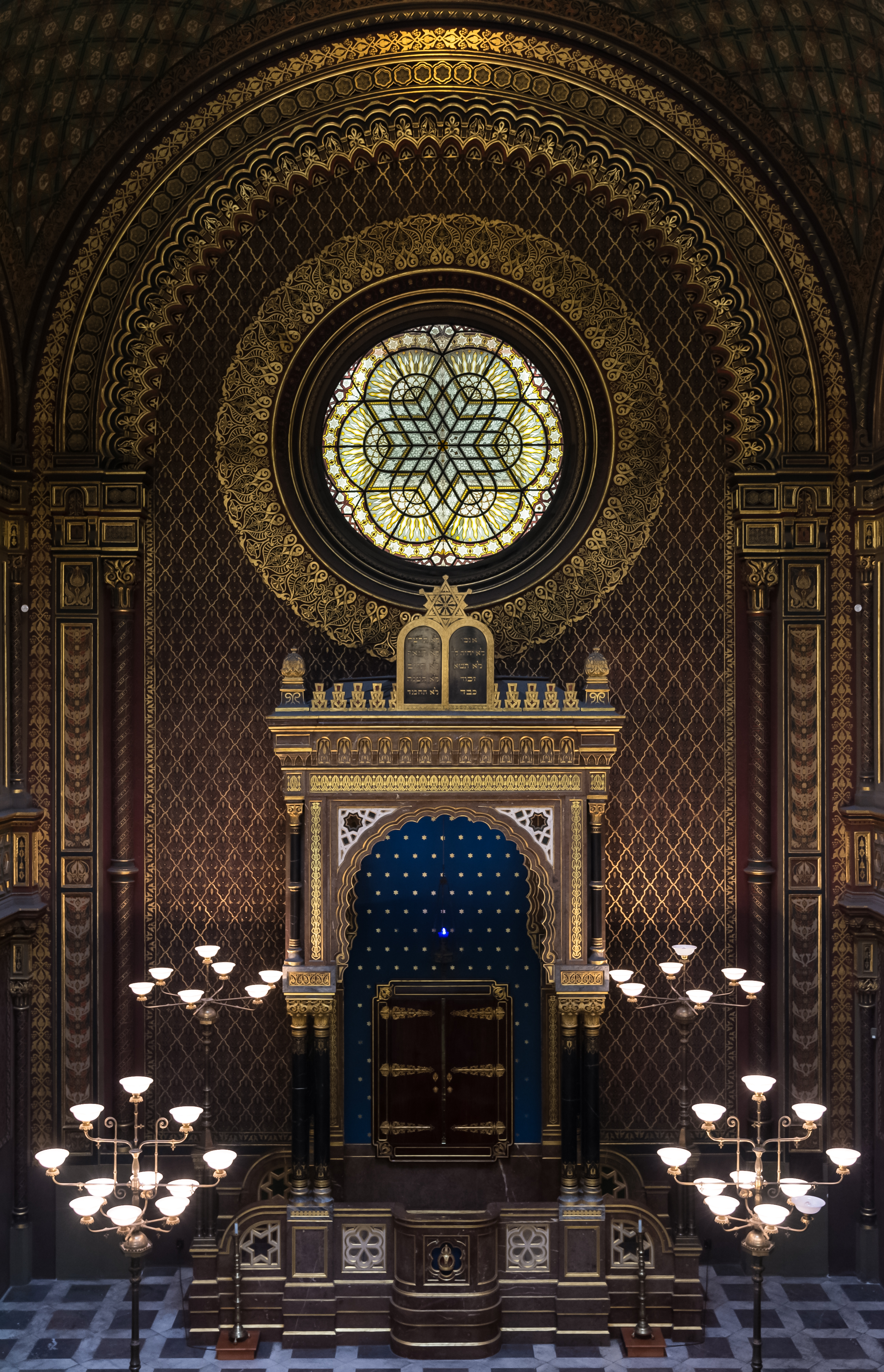
Ковчег испанской синагоги XIX века в Праге, Чешская Республика
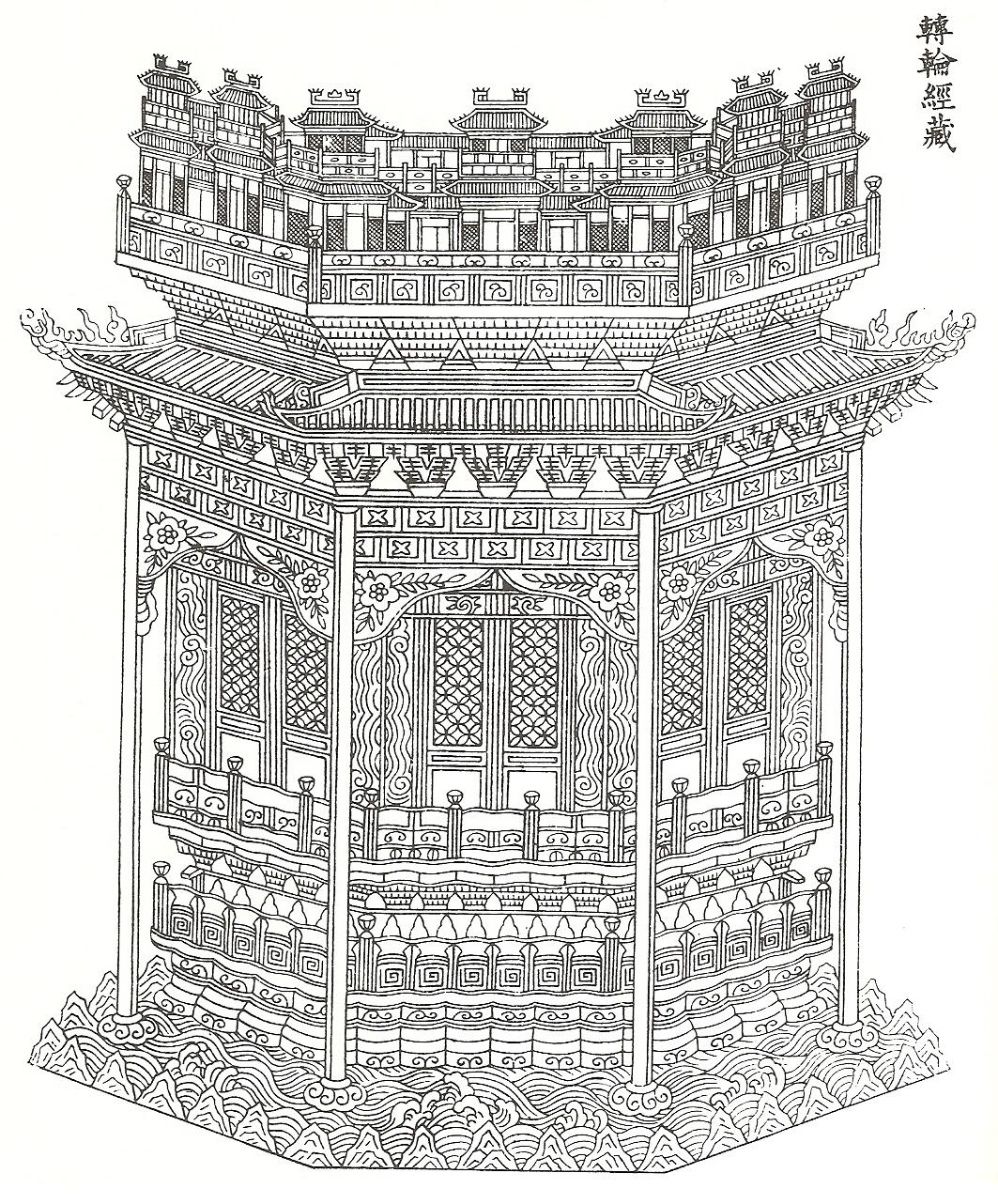
Ковчег на основе китайского буддийского дизайна, использованного китайскими евреями Кайфэна
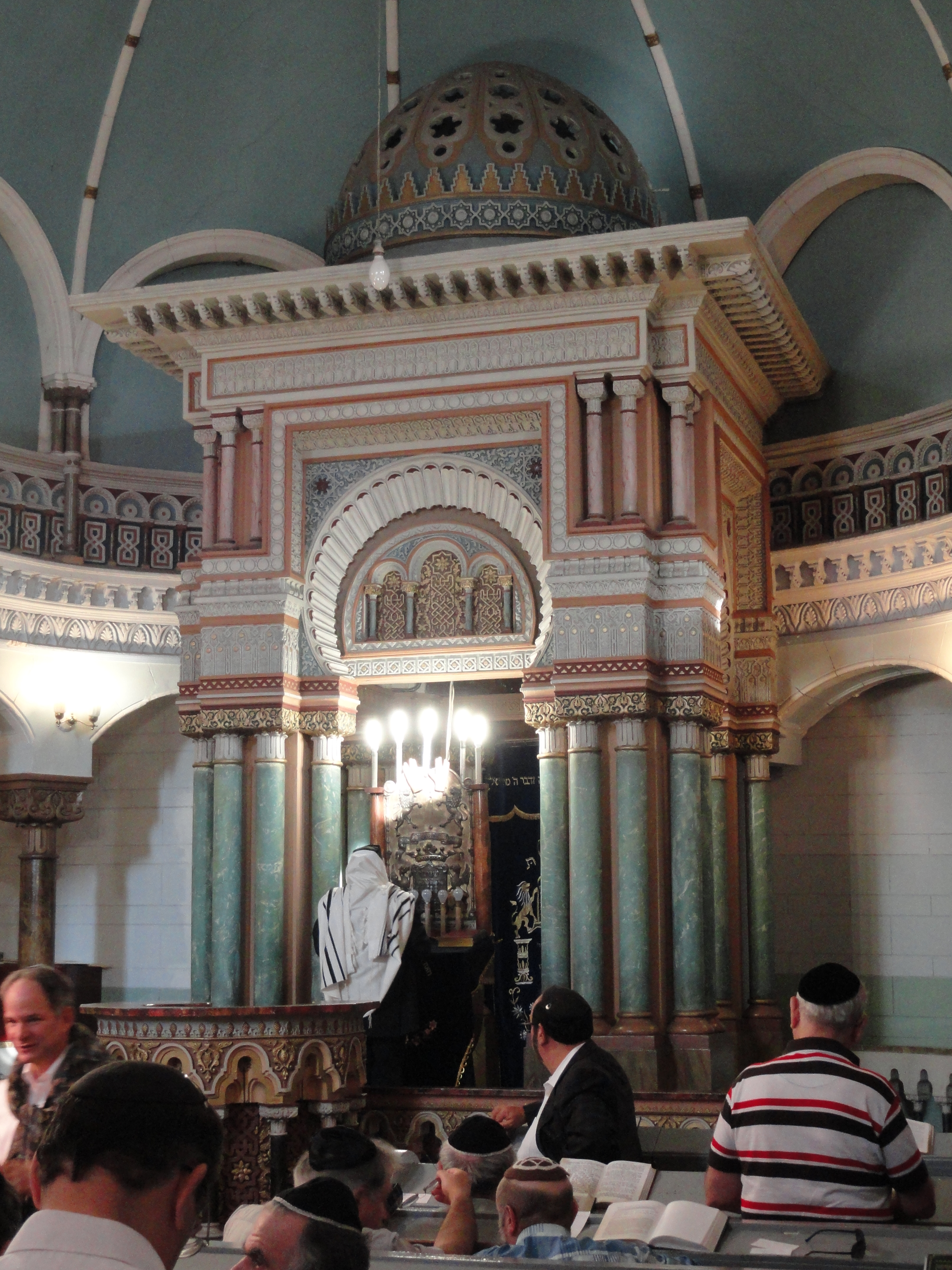
Ковчег в Хоральной синагоге 1903 года в Вильнюсе, Литва
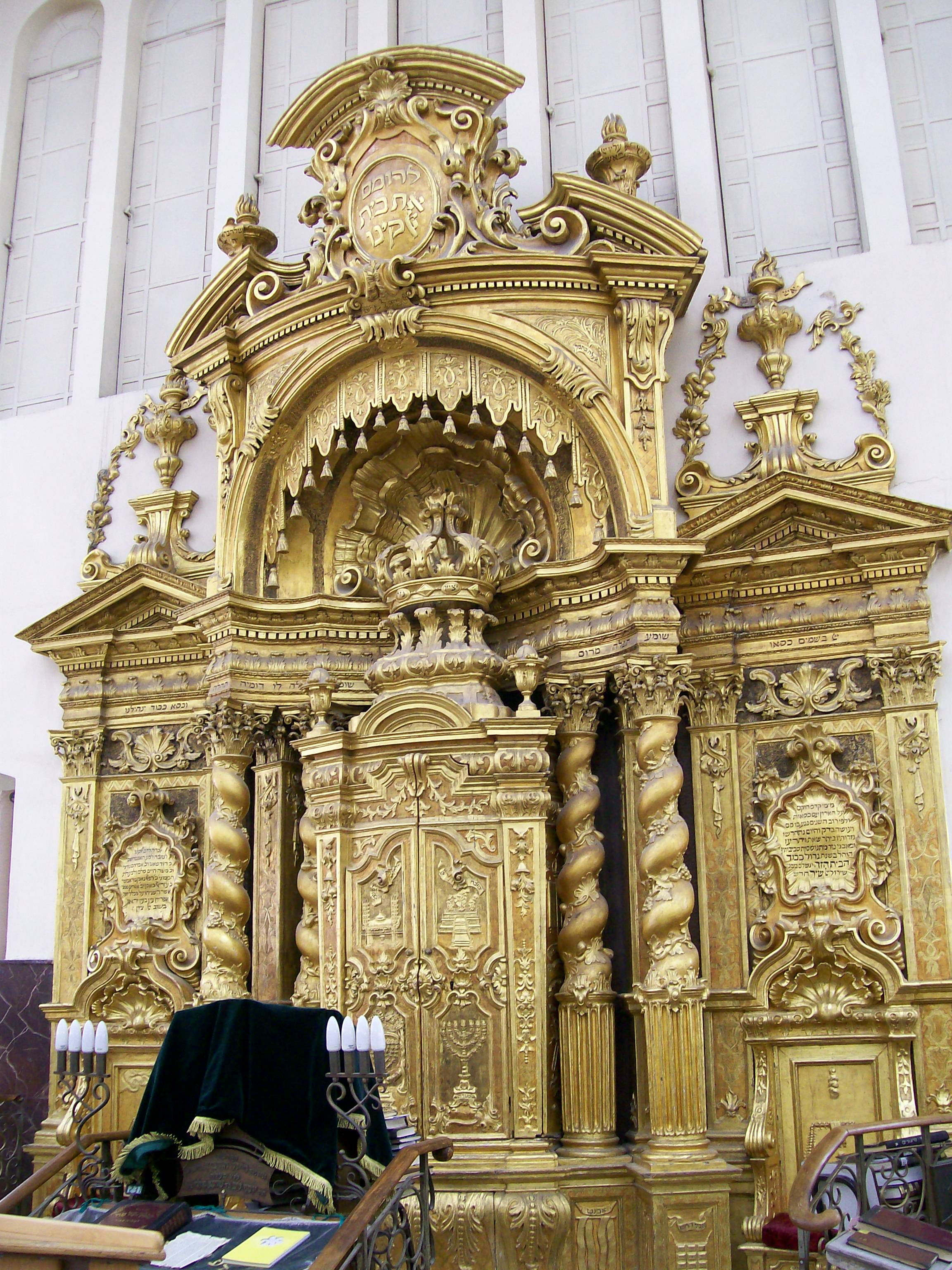
Ковчег начала XX века иешивы Поневеж в Бней-Браке, Израиль
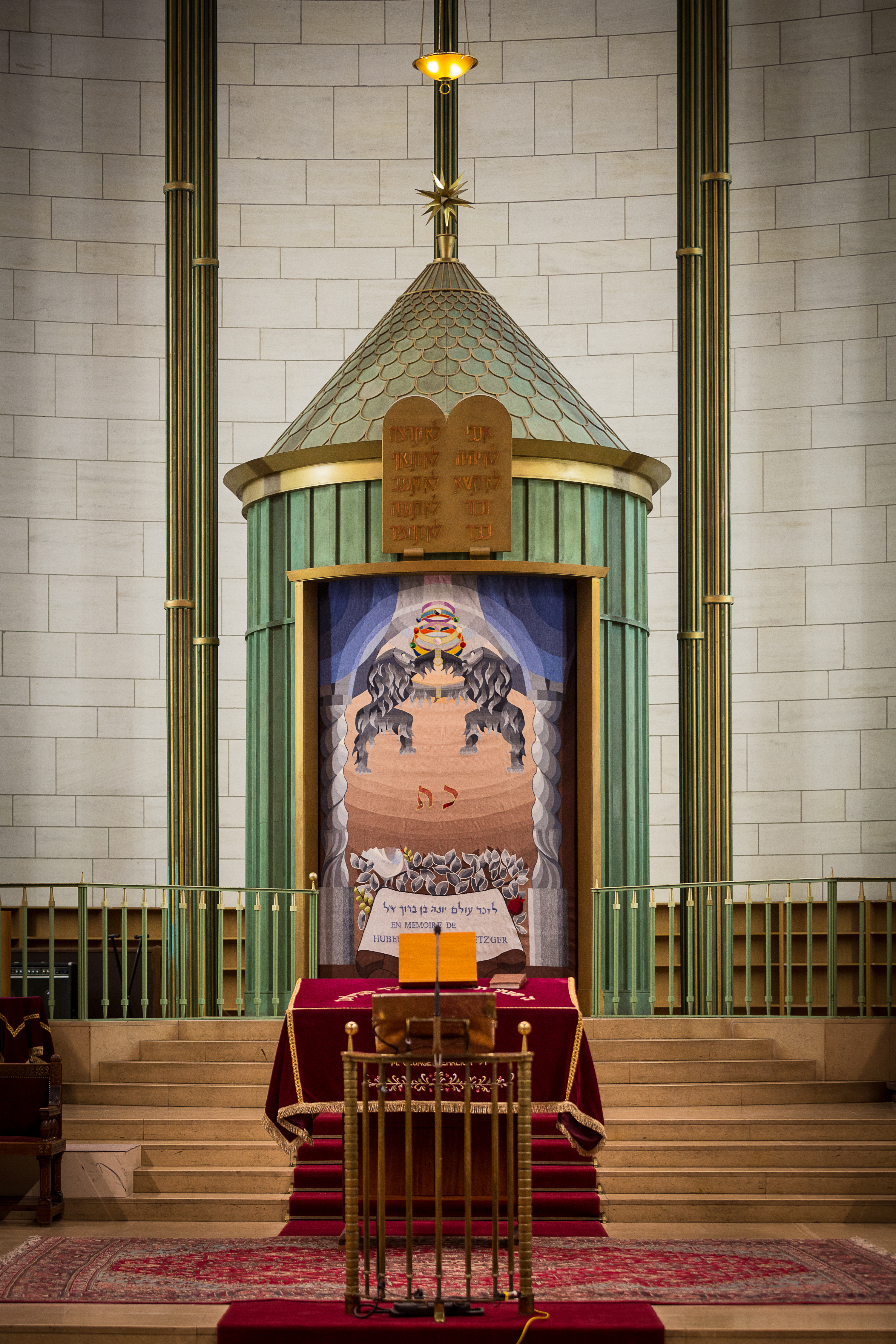
Ковчег Большой синагоги де ла Пэ, построенной в 1950-х годах
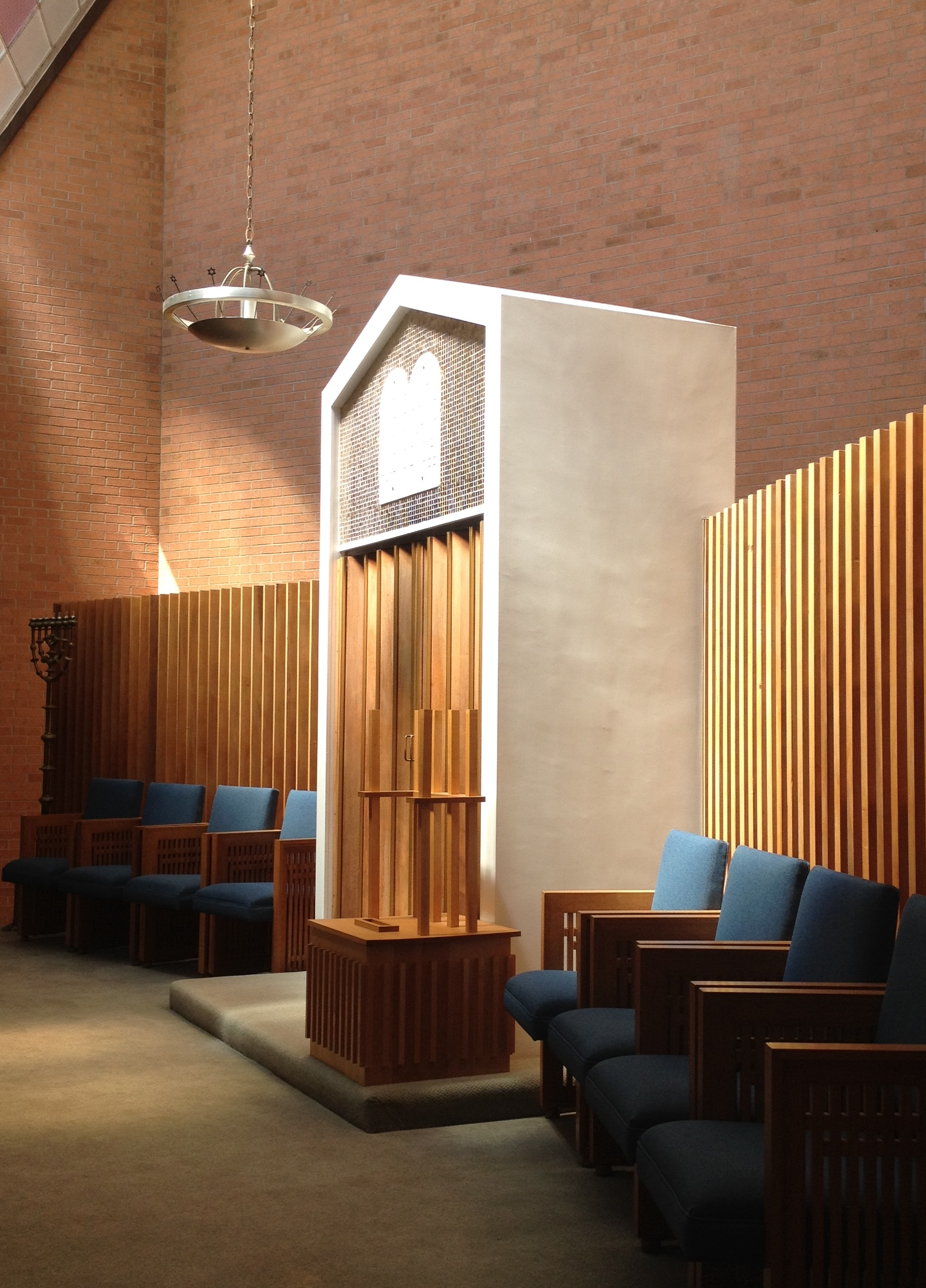
Ковчег в стиле модерн середины века 1950-х годов в конгрегации Гемилут Хассодим в Александрии, штат Луизиана, США
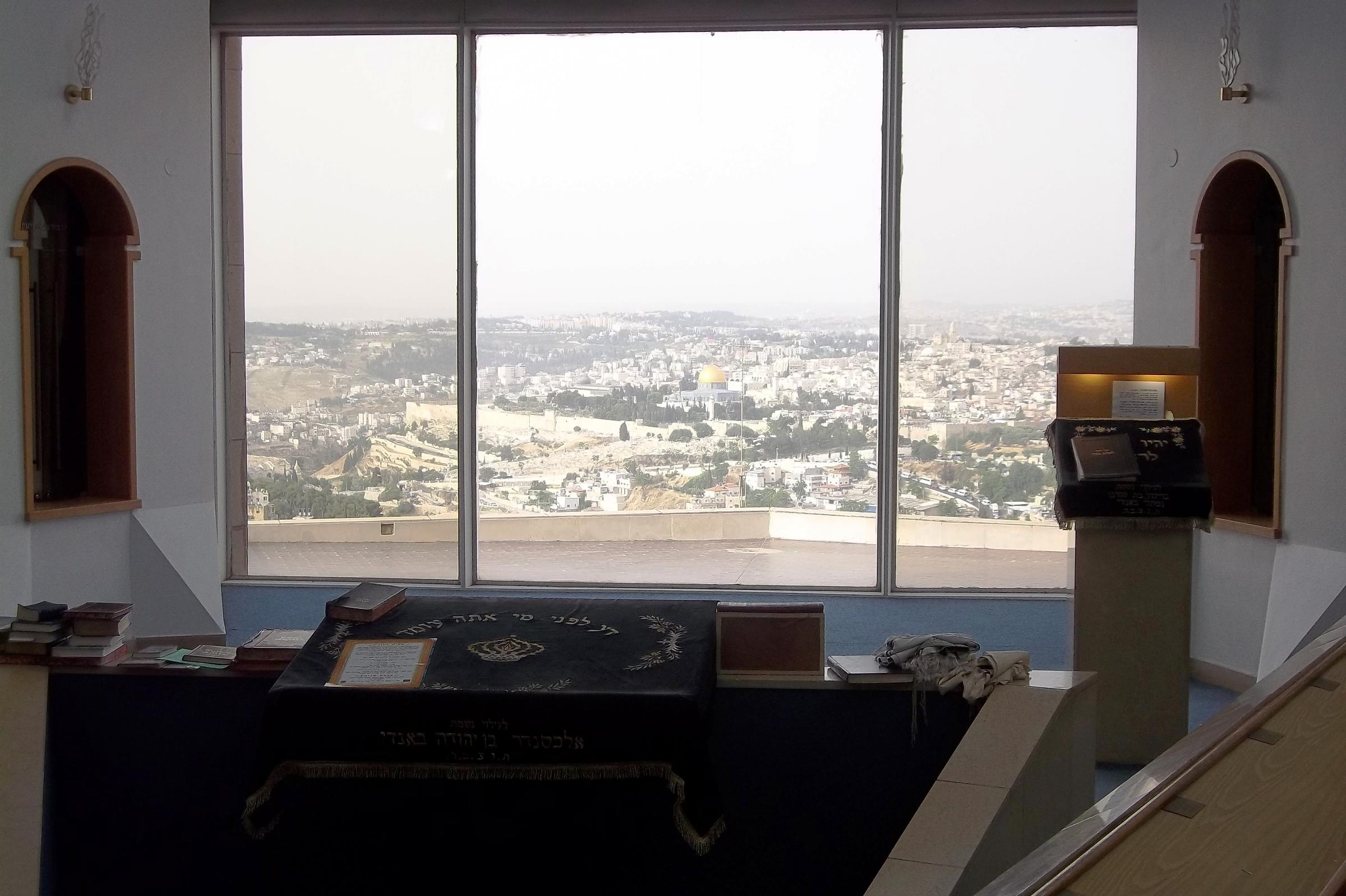
Хехт синагога 1981 года использует две ниши по обе стороны окна в качестве ковчега